# Hendrik Scholte
Hendrik Peter Scholte  (Amsterdam, 25 september 1805 - Pella (Iowa), 25 augustus 1868) was predikant en een van de initiatiefnemers van de Afscheiding van 1834.
Scholtes ouders waren lid van de Hersteld Evangelisch-Lutherse Kerk, een rechtzinnige Nederlandse afscheiding van de Evangelisch-Lutherse Kerk. Zijn vader had een fabriek die kisten voor het vervoer van suiker vervaardigde, terwijl zijn welgestelde familie zich in het algemeen met de raffinage van rietsuiker bezighield. Zijn broer overleed, net als zijn beide ouders, waardoor Scholte al op 22-jarige leeftijd het gehele vermogen erfde. Hij gebruikte dit vermogen om in 1829 theologie te gaan studeren in Leiden, nadat hij in 1827 met zijn studie was begonnen aan het Atheneum Illustre in Amsterdam. Deze keuze voor Leiden was een gevolg van zijn overgang naar de Nederlandse Hervormde Kerk in 1827 of 1828. In 1832 studeerde hij af en werd predikant. In hetzelfde jaar trouwde hij met Sara Maria Brandt, dochter van een rijke suikerraffineerder. Zij overleed op 23 januari 1844. Op 13 juni 1845 hertrouwde Scholte met Maria Krantz.
Scholte was predikant in Genderen en Doeveren. Toen de Nederlandse regering greep trachtte te krijgen op het kerkelijk leven van de Nederlandse Hervormde Kerk, ontstond hiertegen een protestbeweging die een rechtzinnig karakter had. Scholte speelde een belangrijke rol in het ontstaan van de Acte van afscheiding die het begin vormde van de Afscheiding van 1834. De afgescheidenen werden daarom wel Scholtianen genoemd, hoewel de aanduiding Cocksianen, naar Hendrik de Cock, de geschorste predikant van Ulrum, gebruikelijker was.
De overheid verbood daarop de afgescheidenen om bijeenkomsten te houden waarbij meer dan 20 mensen aanwezig waren. Dit leidde tot grote spanningen. In 1835 werden er zelfs militairen naar Almkerk gestuurd om godsdienstoefeningen van de afgescheidenen aldaar te verhinderen. Hendrik Scholte werd herhaaldelijk bedreigd. In zijn royale pand te Utrecht was een kerkgebouw aanwezig dat had toebehoord aan de oud-katholieke kerk. Via de tuin aan de achterzijde en een onopvallende deur in dat pand kwam men naar Scholtes preken luisteren.
Scholte was de eerste predikant die bereid was om afstand te doen van de naam "gereformeerd". Hij kreeg in 1839 overheidserkenning voor zijn "Christelijk Afgescheiden Gemeente". Dit kwam hem op veel kritiek te staan van de andere afgescheidenen. In tegenstelling tot een groot deel van de afgescheidenen streefde Scholte namelijk niet zozeer naar herstel van de oude gereformeerde kerk met de Dordtse kerkorde, maar naar een van de staat onafhankelijke, zuivere kerk. Uiteindelijk besloot het grootste deel van de afgescheidenen om eveneens de "vrijheid" aan te vragen. Dat leidde tot de vorming van de Christelijke Afgescheiden Gemeenten, die een van de kernen vormde van de later ontstane Gereformeerde Kerken in Nederland. Degenen die tegen het aanvragen van de "vrijheid" waren, vormden de zogenaamde kruisgemeenten.
Inmiddels was Scholte vanwege zijn standpunten in isolement geraakt, waarop hij besloot te emigreren. Nadat een plan om naar Nederlands-Indië te gaan op niets was uitgelopen, vertrok Scholte uiteindelijk in 1847 met een grote groep medestanders naar de Verenigde Staten. Hij ging met zijn familie per hybride schip – stoom en zeil – , de Caledonia, naar Amerika, een overtocht die 13 dagen duurde. Zijn 850 volgelingen moesten met vier veel tragere zeilschepen genoegen nemen en deden 60 dagen over dezelfde afstand. Zij vestigden zich in Iowa, in het huidige Pella. Scholte bleef de leider van de groep en hielp mee met de uitbouw van het stadje. Hij stichtte twee fabrieken: een steenoven en een houtzagerij. Ook was hij politiek betrokken. In tegenstelling tot andere afgescheiden emigranten naar Amerika sloot hij zich niet aan bij de Dutch Reformed Church, maar bleef zelfstandig. In 1855 werd de autoritaire Scholte echter uit zijn eigen kerk gezet, die zich vervolgens bij de Dutch Reformed Church aansloot. Scholtes woonhuis te Pella, het Scholte House, is nu een monument en museum.